# David Boutin
Pour les articles homonymes, voir Boutin.
David Boutin est un acteur québécois né le 12 novembre 1969 à Montréal.

## Biographie
Il est né à Montréal mais a demeuré à Sherbrooke pendant 7 ans et a déménagé à l'âge de 9 ans à Ottawa pour le travail de son père. Il a deux sœurs.    
Depuis sa sortie de l’École nationale de théâtre du Canada en 1996, David Boutin s’est rapidement imposé tant sur les planches, qu’au grand et au petit écran.
Un bout d'entrevue de David Boutin : « [...]  selon moi, un acteur doit rester le plus anonyme possible pour qu’on puisse croire à son personnage...[...]. »

## Filmographie

### Cinéma
- 1998 : Pendant ce temps... : L'amoureux
- 1998 : La Comtesse de Bâton Rouge : Roy Tranquille
- 1999 : Quand je serai parti... vous vivrez encore : Chevalier de Lorimier
- 2000 : Hochelaga : Finger
- 2001 : Mariages : Charles
- 2001 : Le Ciel sur la tête
- 2002 : Histoire de Pen : Jacques le Schizo
- 2003 : La Grande Séduction : Dr. Christopher Lewis
- 2004 : Littoral : Sabbé
- 2006 : Le Secret de ma mère : Jos
- 2008 : La Ligne brisée : Sébastien Messier
- 2009 : Je me souviens de André Forcier : Richard Bombardier
- 2010 : Y'en aura pas de facile : Nicolas
- 2010 : Décharge: Pierre
- 2010 : Le Baiser du barbu : Quentin
- 2010 : Deux fois une femme : Jean-Daniel Morin
- 2016 : 1:54 : Pierre

### Télévision
- 1997 : Diva : Laurent Gagnon
- 2000 : Tag : Michel Brosseau
- 2002 : Tag - Épilogue : Michel Brosseau
- 2002 : Bunker, le cirque : Mathieu Prescott
- 2004 : Temps dur : Franco Castigliani
- 2004 : H2O : Det. Michel Duguay
- 2005 : Trafic d'innocence (Human Trafficking) de Mick Jackson : Frederick
- 2005 - 2006 : Rumeurs  : François
- 2008 : Tout sur moi
- 2009 - 2013 : Le gentleman: Louis Cadieux
- 2015 : Nouvelle Adresse : Jean Daniel
- 2016 : Séquelles : Sylvio Branchini (Pathologiste)
- 2017 - 2019  : District 31 : Tom Calastagne
- 2021 -  Les pays d'en haut  - Pat Pessel
- 2025 - Dernière seconde[2]  - Normand Munger

## Distinctions
- 2000 : Prix Jutra du meilleur acteur de soutien dans Hochelaga.
- 2001 : Jutra : Meilleur acteur de soutien - Hochelaga
- 2001 : Nomination aux Gémaux : Meilleur acteur - Trick or Treat